# Roșietici
Roșietici è un comune della Moldavia situato nel distretto di Florești di 2.390 abitanti al censimento del 2004

## Località
Il comune è formato dall'insieme delle seguenti località (popolazione 2004):
- Roșietici (656 abitanti)
- Cenușa (935 abitanti)
- Roșietici Vechi (799 abitanti)